# Église Saint-Georges de Lafrançaise
Pour les articles homonymes, voir Église Saint-Georges.
L'église Saint-Georges de Lafrançaise est une église catholique de la commune de Lafrançaise en France.
Cette église a été détruite par les protestants au XVIe siècle, reconstruite au XVIIe siècle, puis agrandie au XIXe siècle.

## Histoire
À l'origine de l'histoire de Lafrançaise, il n'est fait nulle part mention d'église à la bastide de « La Francèze ». Par contre, la paroisse Saint-Pierre-de-Benas est mentionnée jusqu'en 1474. L'église de la paroisse est détruite lors des guerres de religion du XVIe siècle, par des calvinistes.
Une première église Saint Georges au sein de la bastide « La Françoise », construite entre-temps, est elle aussi en partie détruite par les Protestants en 1567. Elle est rebâtie au XVIIe siècle et agrandie au début du XIXe siècle.
En 1844, le maire de Lafrançaise, M. Laval, écrit ceci au ministre de la Justice et du Culte : « L'église paroissiale de Lafrançaise menace ruine. »  En effet, l'édifice avait environ 400 ans et avait été maintes fois reconstruite et agrandie. Nous pouvons supposer que les matériaux qui constituent l'édifice étaient très hétéroclites et donc fragiles.
Plusieurs projets successifs ont été proposés. Mais ce n'est qu'en 1894 que le conseil municipal accepte la construction de l'actuelle église Saint-Georges.
L'édifice est référencé dans la base Mérimée et à l'Inventaire général Région Occitanie. Plusieurs objets sont référencés dans la base Palissy.
Depuis le 21 octobre 2011 l'accès à l'église est interdit par arrêté municipal,

## Description
L'église est l'œuvre de l'architecte toulousain Brefeil. Elle est de style néogothique très à la mode à cette époque. Le bâtiment est construit en briques sur l'emplacement de l'ancienne église. Mais les acteurs de sa construction ont décidé de l'orienter différemment. L'entrée est tournée vers la place du village et non plus vers le plateau. De plus, cette reconstruction permet un aménagement de la place principale de Lafrançaise, créant un espace plus ouvert et plus fonctionnel. Le presbytère attaché à l'ancienne église disparaît. Une promenade est aménagée autour de l'église.
L'édifice mesure 50 mètres de long et 23 mètres de large (dimensions intérieures). Il comprend un chœur à cinq pans et une nef à six travées dont la première est incorporée au chœur. La hauteur sous voûtes est de 18 mètres. Les travaux, arrêtés lors de la construction du clocher qui à l'origine devait être plus haut, ont été plus longs que prévu. Des problèmes de financement en sont la cause. En effet, le projet initial est plusieurs fois modifié ce qui entraîne une augmentation du coût de la construction. Un procès entre l'entrepreneur des travaux et le conseil de fabrique vint amplifier ce retard. Néanmoins, l'église est ouverte pour une première messe en 1900. Les travaux sont terminés en 1909. Monseigneur Marty, évêque de Montauban (1908-1929) l'a consacré la même année.
Il reste peu d'éléments du mobilier de l'ancienne église. Toutefois, nous pouvons voir dans l'église d'aujourd'hui un prie-Dieu avec un panneau historié (XVIIe siècle), une statue de la Vierge à l'Enfant (XVIIIe siècle), une statue de saint Georges à cheval terrassant le dragon (XVIIe siècle), le buste du cardinal saint Grégoire (non daté), des croix de confrérie en bois (début XIXe siècle) et un plateau de quête en dinanderie (XVIe siècle).